# Nordöpiopio
Nordöpiopio (Turnagra tanagra) är en utdöd fågel i familjen gyllingar inom ordningen tättingar. Tidigare har den betraktats som underart till T. capensis. Den förekom tidigare på Nordön, Nya Zeeland men rapporterades med säkerhet senast 1902 och inga rapporter alls efter 1970.